# Cosmosoma bogotensis
Cosmosoma bogotensis är en fjärilsart som beskrevs av Felder 1869. Cosmosoma bogotensis ingår i släktet Cosmosoma och familjen björnspinnare. Inga underarter finns listade i Catalogue of Life.